# Халапа-Енрикес
Хала́па-Енри́кес або Хала́па  (ісп. Xalapa-Enríquez, науатль Xalapan Enríquez) — місто в Мексиці, столиця штату Веракрус і адміністративний центр муніципалітету Халапа. Розташоване на автотрасі та залізничній гілці Мехіко — Веракрус. Чисельність населення, за даними перепису 2010 року, становила 424 755 осіб.

## Історія

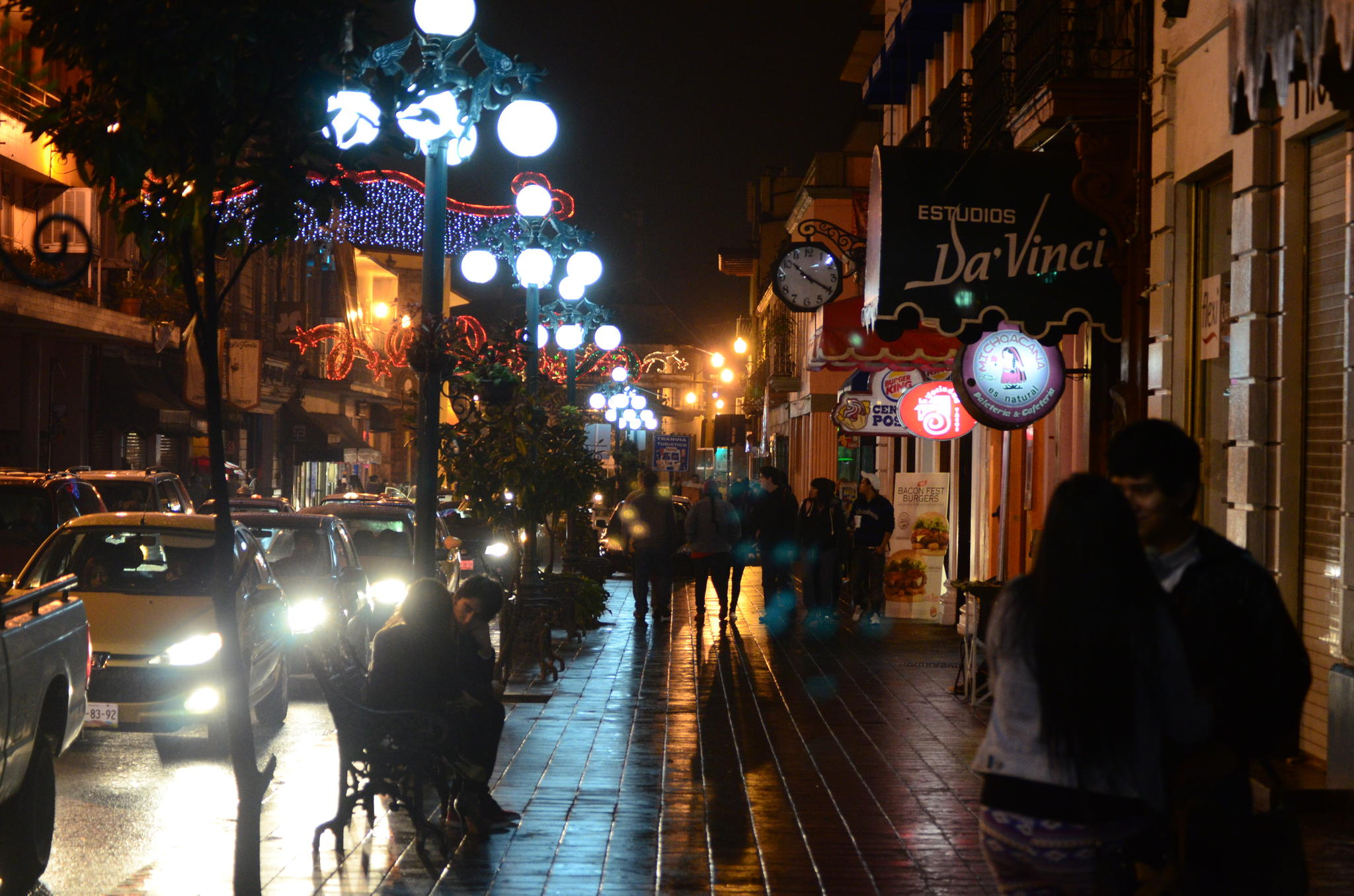
На вулиці міста Халапа-Енрікес взимку 2013 року

Тотонаки були першими, хто оселився в районі височини «Макуельтепель» (ісп. Macuiltepetl), яка нині є парком. Назва міста походить від ацтекських слів xal-li — «пісок» і a-pan — «водяне місце», що приблизно означає «струмок в піску» (в мові ацтеків вимовляється як «шалапан»). У XIX столітті до назви додали прізвище губернатора Хуана де ла Лус Енрикеса (Juan de la Luz Enríquez).
У XIV столітті, як мінімум, чотири народи побудували в цьому місці свої поселення: Салітик (ісп. Xalitic) — тотонаки, Течапкапан (ісп. Techacapan) — чичимеки, Текуанапан (ісп. Tecuanapan) — тольтеки і Тляльнекапан (ісп. Tlalnecapan) — теочичимеки. Зрештою, близько 1313 року всі села об'єдналися в одне місто.
У другій половині XV століття ацтекський цар Монтесума Ільвікаміна підпорядкував Халапу своїй імперії. У 1519 році іспанський конкістадор Ернан Кортес проходив через місто під час своєї експедиції до Теночтітлану. У 1555 році був побудований францисканський монастир. Після завоювання Мексики іспанцями, важливість Халапи знизилася. Однак, зі зростанням торгівлі, приблизно з 1720-х місто стало грати все більш помітну роль. Стала значно зростати чисельність населення.
На початку XIX століття Халапа стала ареною деяких важливих історичних подій під час руху за незалежність Мексики. У 1824 році був створений перший законодавчий орган штату Веракрус і в тому ж році Халапа стала столицею штату. У 1830 році було надано статус міста.
Під час американського вторгнення 1847 генерал Антоніо Лопес де Санта-Анна з армією в 12 000 чоловік спробував розбити супротивника близько Халапи в битві при Серро Гордо. Мексиканські війська зазнали важких втрат — 1000 убитих і 3000 поранених, що призвело до захоплення міста американцями.
У 1862 році місто знову піддалося окупації, на цей раз французькій.
У 1890 році в місто прибув перший локомотив по новій залізниці, що зв'язала порт Веракрус з центром країни. У 1920 році сильний землетрус зруйнував кілька будівель. Однак незабаром місто було відновлено.
У 1978 році муніципалітет узаконив написання назви міста іспанською мовою не з літери «J», а з «Х».

## Економіка
Основною статтею економіки міста є сфера обслуговування туристів. Халапу часто називають також «квітником Мексики», так як розведення квітів відіграє важливу роль в економіці. Є підприємства з виробництва кави, тютюну, переробці фруктів та овочів. Також є ферми з розведення худоби й птиці. Є підприємства нафтогазової, бавовняно-паперової, харчової промисловості. На плантаціях вирощуються технічні і плодові культури та ін.
Халапа — великий транспортний вузол шосейних доріг та залізниць. Є університет.

## Інфраструктура
За 15 хвилин їзди від міста є невеликий аеропорт Ель Ленсеро (Aeropuerto Nacional El Lencero).

## Персоналії
- Антоніо Лопес де Санта-Анна (1794—1876) — мексиканський політичний лідер, генерал.

## Фотографії

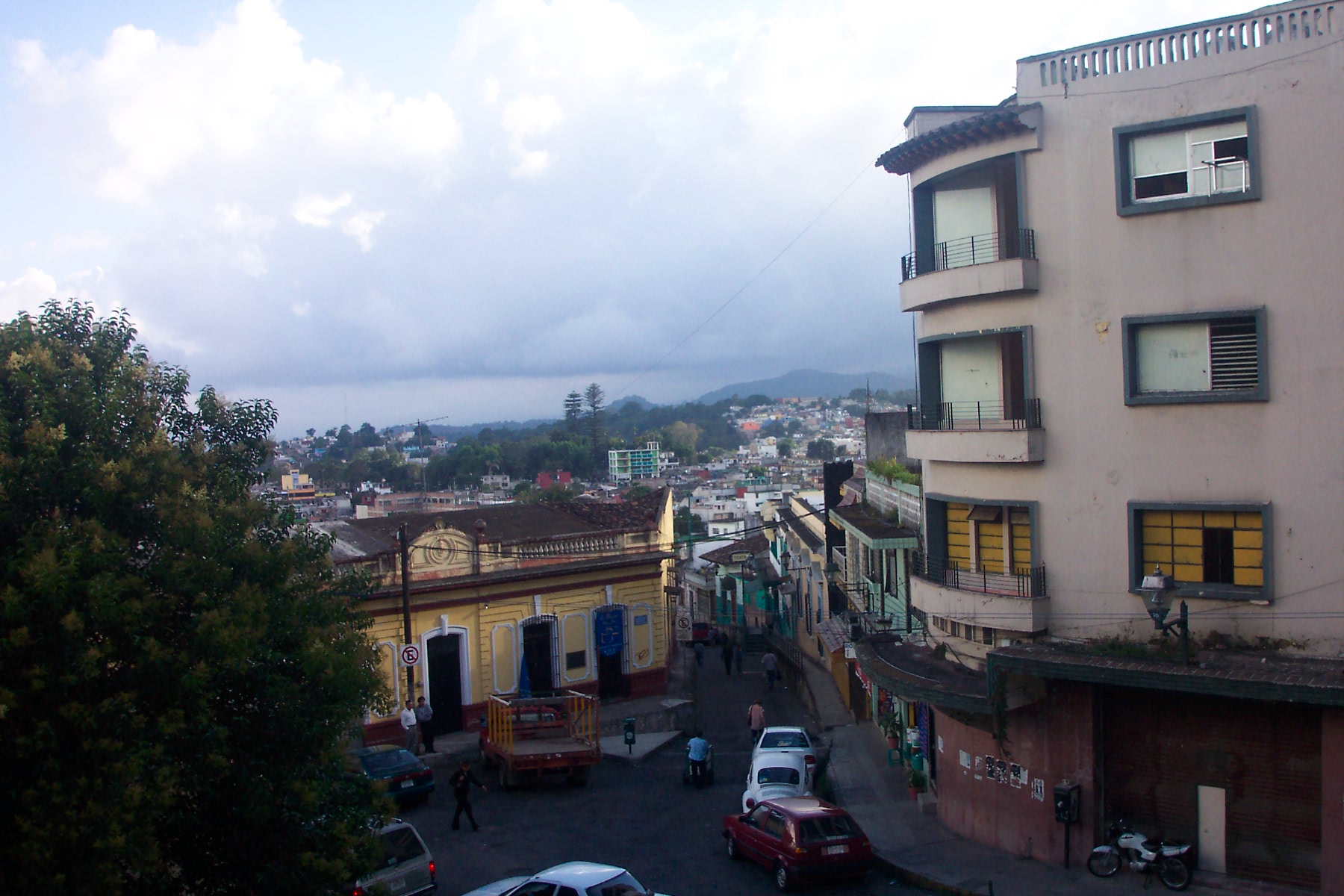
Міські вулиці
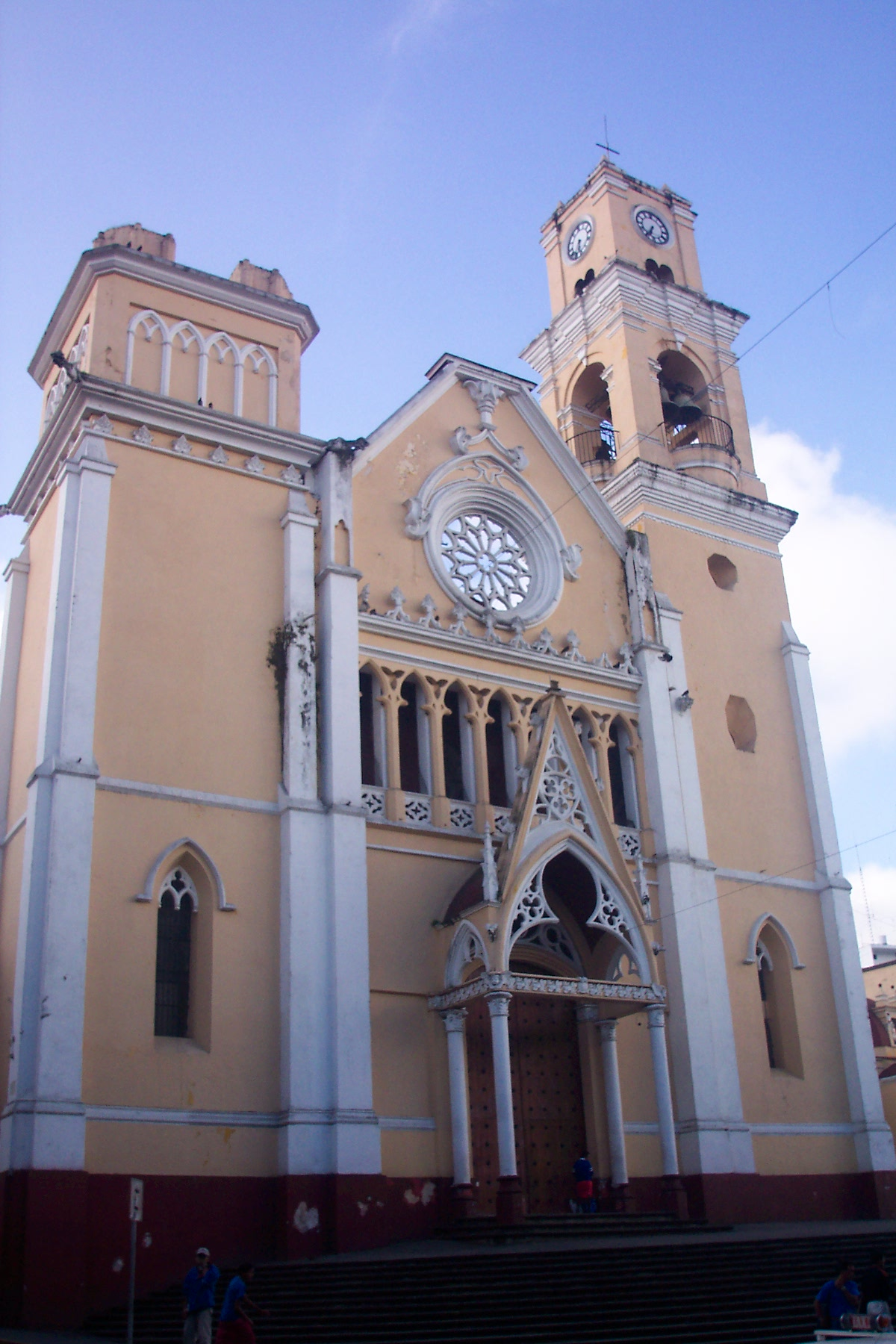
Кафедральний собор
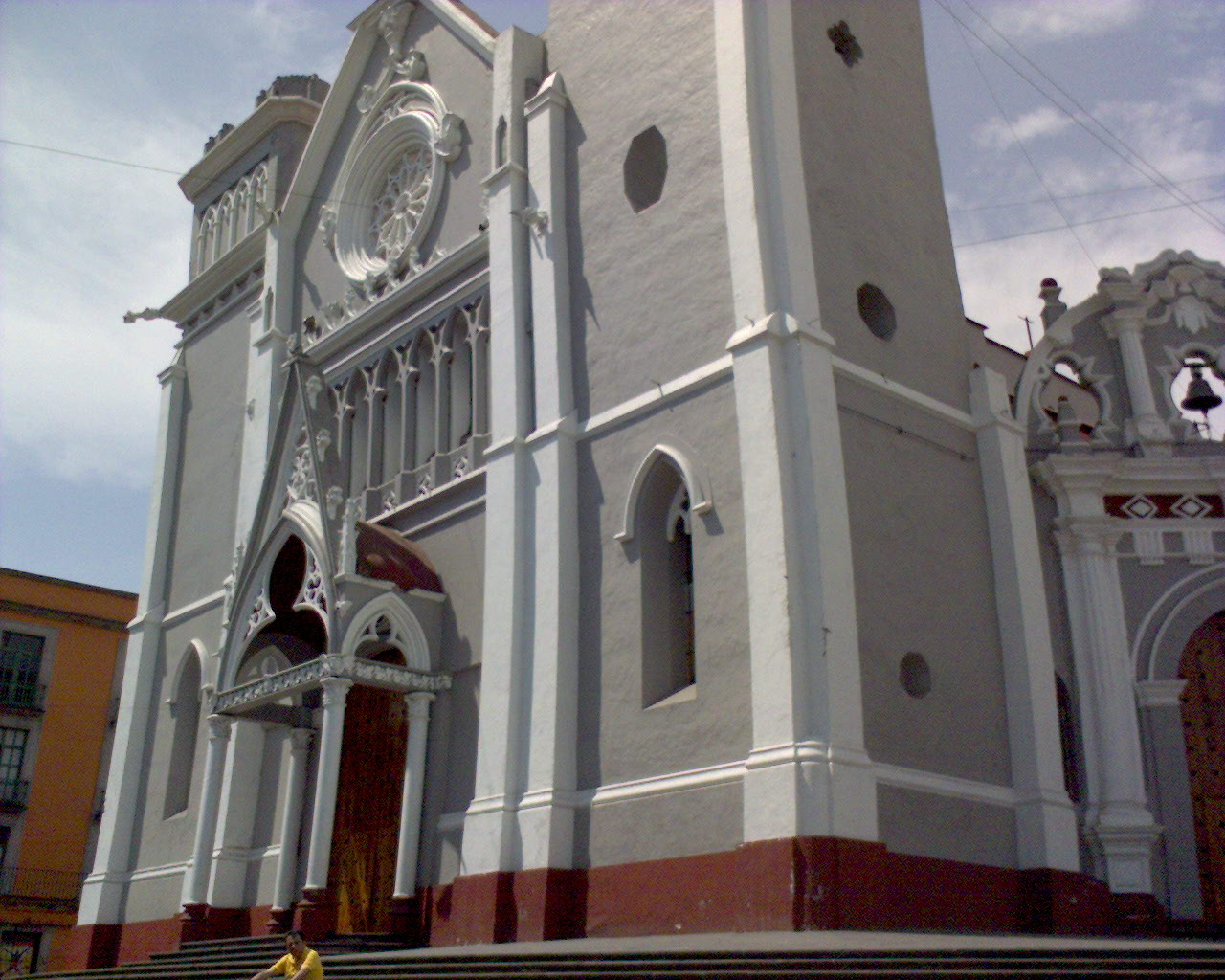
Кафедральний собор
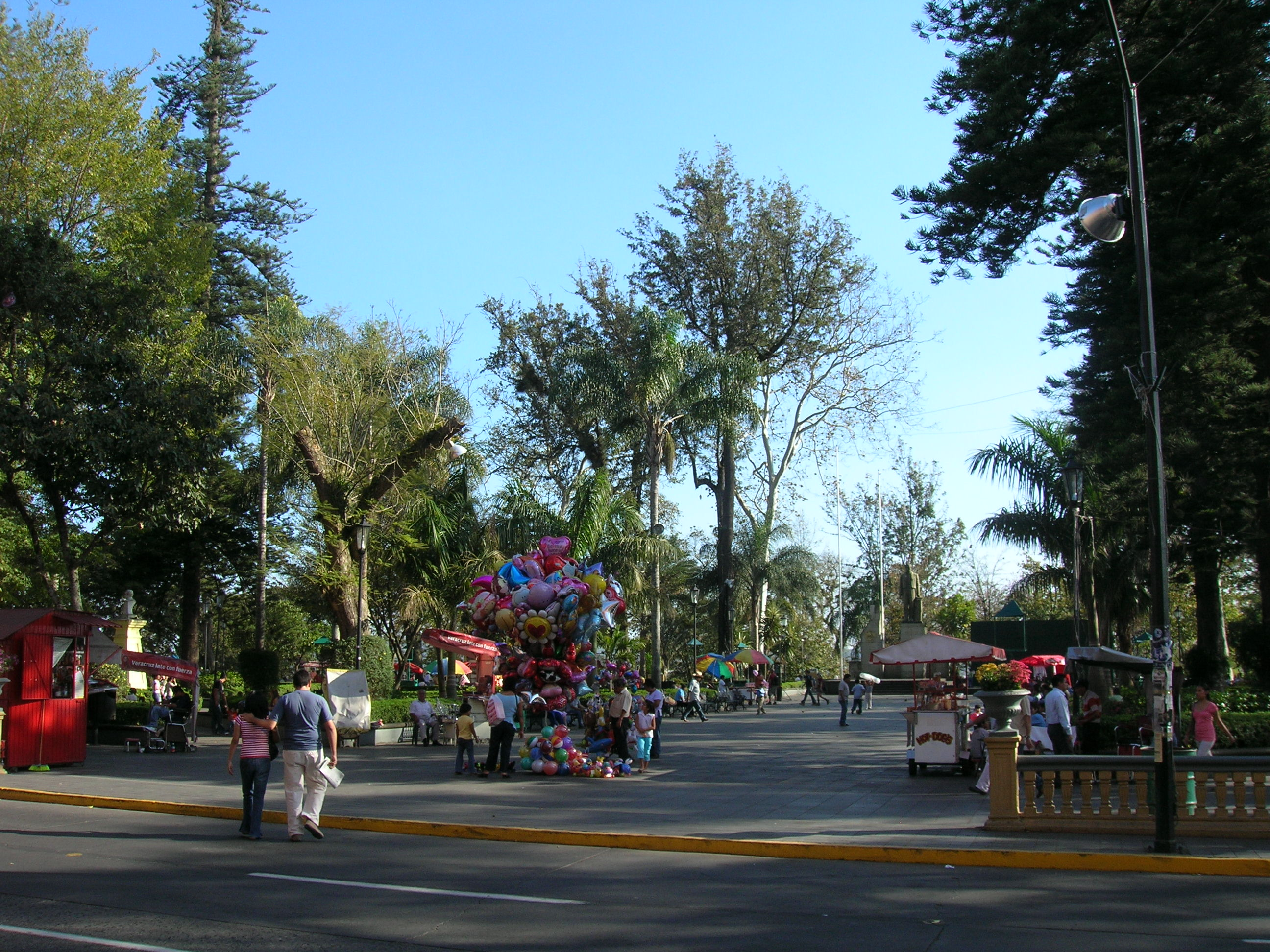
Міський парк «Хуарес»
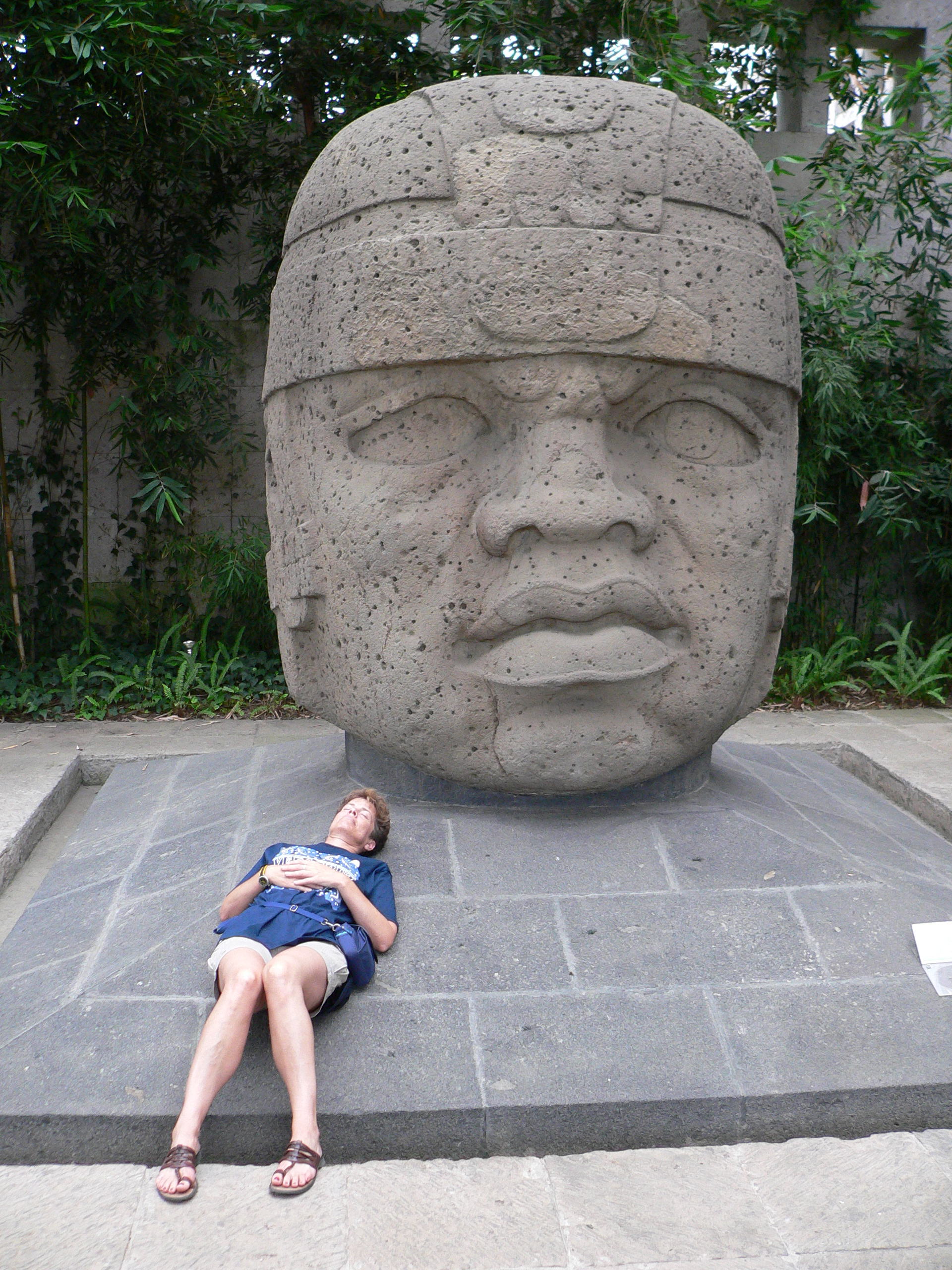
Музей ольмекської культури